# Enåsa församling
Enåsa församling var en församling i Skara stift och i Mariestads kommun. Församlingen uppgick 2004 i Lyrestads församling.

## Administrativ historik
Församlingen bildades på 1500-talet genom utbrytning ur Hassle församling.  
Församlingen var till 1995 annexförsamling i pastoratet Hassle, Berga, Färed, Enåsa som från 1962 även omfattade Torsö församling. Från 1995 till 2004 var församlingen annexförsamling i pastoratet Lyrestad, Hassle, Berga, Färed och Enåsa. Församlingen uppgick 2004 i Lyrestads församling.

## Organister
| Period    | Namn           | Levnadstid | Övrigt   |
| --------- | -------------- | ---------- | -------- |
| 1787-1791 | Jakob Lundberg | 1762-1808  | Organist |
| 1844-1875 | Johan Bergman  | 1809-1875  | Organist |

## Kyrkor
- Enåsa kyrka